# Eels
Eels er et amerikansk rockband med en konstant skiftende besætning, men centreret omkring sangeren, sangskriveren og multi-instrumentalisten E, der er født Mark Oliver Everett den 10. april 1963 i Virginia. Everett udgav et par anonyme soloplader inden han dannede Eels i 1995, men han fik først for alvor succes med Daisies Of The Galaxy fra 2000, da han og pladen blev nævnt af USA's præsident George W. Bush under hans valgkampagne som værende "et eksempel på alt hvad der er i vejen med Amerika". Everett er desuden kendt for et intenst sceneshow og dybt personlige og følsomme tekster.

## E
Mark Oliver Everett blev født i Virginia, som søn af den berømte fysiker Hugh Everett III. Hans barndomsår var problematiske med en alkoholiseret far, et anspændt forhold til sin mor og en storesøster der led af skizofreni. Everett havde ikke den store interesse i skolen, men han var i stedet optaget af de plader hans søster ville spille når skolen var ovre. Plader som f.eks. Neil Youngs After The Gold Rush skulle senere få stor indflydelse på ham. Han fik sit første instrument, et trommesæt, som 6-årig og han begyndte få år efter at skrive sine egne sange på klaver. Teenageårene var turbulente for ham og han var flere gange involveret i kriminalitet, bl.a. efter at have stjålet en bil og han blev smidt ud af skolen som 15-årig efter at have røget pot. Det var også på dette tidspunkt at Everetts venner begyndte at kalde ham efter hans initialer "M. E.", som senere blev forkortet til "E". Samtidig udviklede Everetts musikalske evner sig og han begyndte at spille på sin søsters akustiske guitar da han var 16-17 år gammel. Da han var 19 år døde hans far af hjertestop og Everett var den første til at finde ham i deres hjem. Dette fik stor indflydelse på Everetts voksenliv da han aldrig nåede at få et godt forhold til ham inden hans død.

## Soloalbums ogBeautiful Freak
Da Everett var 24 pakkede han alt hvad han ejede i en bil og kørte tværs over landet til Los Angeles. I Los Angeles havde han det ene elendige job efter det andet, men om aftenen skrev han sange og indspillede dem på hans båndoptager. Dette førte til en kontrakt med Polydor, der udsendte Everetts soloalbum A Man Called E i februar 1992. Pladen fik gode anmeldelser men solgte stort set intet, og det samme var tilfældet med den efterfølgende Broken Toy Shop. Everett blev derfor fyret fra Polydor og efter dette dannede han Eels sammen med Tommy Walter (basguitar) og Butch Norton (trommer). De udsendte i august 1996 debutalbummet Beautiful Freak efter at have fået en kontrakt med det nyetablerede Dreamworks. Alle sangene var skrevet af Everett og pladen videreudviklede på sofistikeret vis de bedste elementer fra hans soloplader; skarpe, skiftevis sarkastiske og ømme ordrige tekster kombineret med perfektionistiske popmelodier med elementer fra både hiphop, jazz, amerikansk singer-songwriter-tradition og indierock. Pladen fik betydeligt mere opmærksomhed end Everetts soloudgivelser og Eels fik også et mindre hit med sangen Novacaine For The Soul der vandt en MTV-award for bedste video.
Kort efter forlod Tommy Walter bandet under mystiske omstændigheder, men en del af svaret kan måske findes på den uudgivede Eels-sang Dog's Life.

## Electro-Shock Blues
Et par mørke oplevelser var dog altoverskyggende for Everetts umiddelbare succes. Samtidig med udgivelsen af Beautiful Freak begik Everetts søster Elizabeth selvmord og hans mor var ved at bukke under for kræften. Han besluttede sig for at Eels' næste album skulle handle om disse begivenheder og den smerte han, som det eneste overlevende medlem af hans familie, kæmpede med, men kun hvis han kunne få et positivt resultat ud af det. Electro-Shock Blues blev udgivet i oktober 1998, nu kun bestående af Everett og Norton, og pladen regnes af fans som et mesterværk. Alle numre var igen skrevet af Everett og ved et umiddelbart kig på sangtitlerne virker pladen måske meget dyster, bl.a. åbningsnummeret Elizabeth On The Bathroom Floor, men afslutningsnummeret P.S. You Rock My World handler om at leve videre og gribe kærligheden. Rent kommercielt var pladen ikke så stor en succes som Beautiful Freak, da mange fans blev skræmt væk af dens dystre tekster og koncept. Måske derfor er Eels hverken undergrund eller mainstream og de var derfor begyndt at spille "blot" for de indforståede fans.

## Daisies Of The Galaxy
Efter at have turneret flittigt med Electro-Shock Blues udgav Eels i marts 2000 Daisies Of The Galaxy. Pladen var, både lyrisk og musikalsk, meget lysere og lettere tilgængelig end Electro-Shock Blues og pladen blev en stor kommerciel succes, bl.a. pga. omtale af USAs præsident George W. Bush. Dette medførte en længerevarende verdensturne, en optræden i David Lettermans talkshow og livepladen Oh What A Beautiful Morning. Rent musikalsk var pladen mindre elektronisk end de forrige og den indeholdt primært akustiske instrumenter, bl.a. bruger Everett det samme klaver som han havde lyttet til på grammofonen i hans barndomsår, nemlig det samme som Neil Young brugte på klassikeren After The Gold Rush. Bandet fik flere singlehit med bl.a. Flyswatter og Mr. E's Beautiful Blues, der var gemt som et hemmeligt nummer efter pladens slutning. Livepladen var kun tilgængelig i et begrænset oplag og indeholdte ikke tidligere udgivne numre.

## SouljackerogShootenanny
Efter succesen med Daisies Of The Galaxy låste Everett sig ind i en skovhytte hvor han forbød sig selv at tale eller skrive, et løfte han brød ved at skrive teksten til Souljacker Pt. 2 på en rulle toiletpapir. Souljacker blev udgivet i september 2001 og var en protest mod den kommercielle succes Eels havde fået gennem Daisies Of The Galaxy. Den indeholdt, selv taget ud fra Everetts obskure målestok, skæve, humoristiske og støjende sange, bl.a. kærlighedserklæringen til hans nyfundne kone What Is This Note. Pladen blev, som Everett havde håbet og forudset, ingen kommerciel succes, men den fik fremragende anmeldelser og regnes for en af hans bedste præstationer.
Pladen blev efterfulgt af endnu en lang turne, samtidig med at endnu en krise skulle ramme den evigt uheldige Everett. Hans kusine var stewardesse på et af de fly der blev kapret den 11. september 2001 og som blev fløjet ind i World Trade Center, og dette betød, at Everetts i forvejen sparsomme familie nu var endnu mindre.
Han udgav i juni 2003 Shootenanny, der for første gang fremstod som et soloprojekt for Everett, selv om han stadig gik under navnet Eels. Pladen var en tilbagevenden til de simple, men fængende, popsange som han havde dyrket i hans tidlige karriere, selv om de støjende guitar fra Souljacker ikke var helt forsvundet.

## Blinking Lights And Other Revelations
Efter igen at have turneret flittigt for Shootenanny og mistet endnu en nærstående person, vennen og naboen Elliott Smith, udgav Everett det ambitiøse dobbeltalbum Blinking Lights And Other Revelations i april 2005. Everett havde arbejdet på pladen siden 1998 og det var den mest personlige plade siden Electro-Shock Blues. Den omhandler tidligere emner såsom søsterens selvmord og ensomhed, men Everett formåede endnu en gang at tegne et lyst billede af fremtiden. På afslutningsnummeret Things The Grandchildren Should Know konluderer Everett på sit liv og han erkender, at hvis han skulle gå igennem det hele en gang til, ville han være parat. Rent musikalsk var pladen en tilbagevenden til de akustiske arrangementer kombineret med den intensitet der er at finde på Electro-Shock Blues. Allerede nu regnes pladen af mange som Everetts og Eels' hovedværk sammen med Electro-Shock Blues og pladen indeholder gæsteoptrædener af bl.a. Peter Buck fra R.E.M., John Sebastian fra The Lovin' Spoonfull og Tom Waits.
Pladen blev modtaget med fremragende anmeldelser og blev efterfulgt af endnu en turne, hvorfra livepladen Live At Town Hall, optaget live i New York, blev udgivet.

## Diskografi
E:
- A Man Called E 1992
- Broken Toy Shop 1993

Eels:
- Beautiful Freak 1996
- Electro-Shock Blues 1998
- Daisies Of The Galaxy 2000
- Oh What A Beautiful Morning 2000 (livealbum)
- Souljacker 2001
- Shootenanny 2003
- Blinking Lights And Other Revelations 2005
- Live At Town Hall 2006 (livealbum)
- Hombre Lobo 2009
- End Times 2010
- Tomorrow Morning 2010
- Wonderful, Glorious 2013
- The Cautionary Tales of Mark Oliver Everett 2014
- The Deconstruction 2018
- Earth to Dora 2020